# Кристин, Лиза
Лиза Кристин (род. 2 сентября 1965, Сан-Франциско) — американский гуманитарный фотограф, который снимает культуры и условия жизни коренных народов в более чем 100 странах.
Лиза была единственным представителем на Саммите Мира в 2009 году в Ванкувере, на которой присутствовали Его Святейшество Далай-Лама и лауреаты Нобелевской премии.

## Деятельность
В 1999 и в 2000 годах Лиза представила свои работы на Форуме государств мира. В 2003 год опубликовала свою первую книгу «Человеческая нить». В 2007 году она выпустила вторую книгу «Этот момент», которая завоевала бронзовую награду в Independent Books Award. В 2010 году она ездила по миру в сотрудничестве с Free the Slaves, для документирования жизни рабов. Фильм «Рабство» был опубликован в 2010 году.

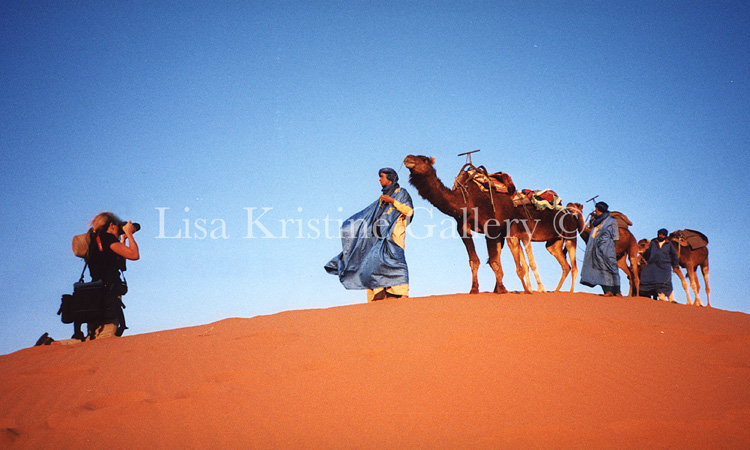

Лиза получила мировую известность выступая о современном рабстве на разных платформах СМИ, включая CNN и Reuters, на различных мероприятиях TED, музеях, бизнес-конференциях, колледжах и университетах.
В 2013 году Лиза была удостоена гуманитарной премии Фонда Люси. Её фотографии вдохновили создание движения Stand Lemonade, на котором было собрано более миллиона долларов. В декабре 2014 года она была приглашена в Ватикан, где Папа римский Франциск и 25 религиозных лидеров мира подписали беспрецедентную декларацию по искоренению рабства к 2020 году.
Лиза опубликовала 5 книг. Её работа о рабстве была показан в трех фильмах, выпущенных в 2014 году.

## Фильмы о Лизе Кристин
- A Human Thread, документальный фильм. Производство: MediaStorm 2003. DVD
- Through the Lens,документальный фильм. Производство: MediaStorm 2007. DVD
- In Plain Sight, Документальный фильм. Производство Pivitol Eye. 2014
- #standwithme, документальный фильм. Производство: Stillmotion 2014 Film
- Sold, художественный фильм. Продюсер: Джейн Чарльз. Режиссёр: Джефри Д. Браун. 2014